# メルヘン交差点

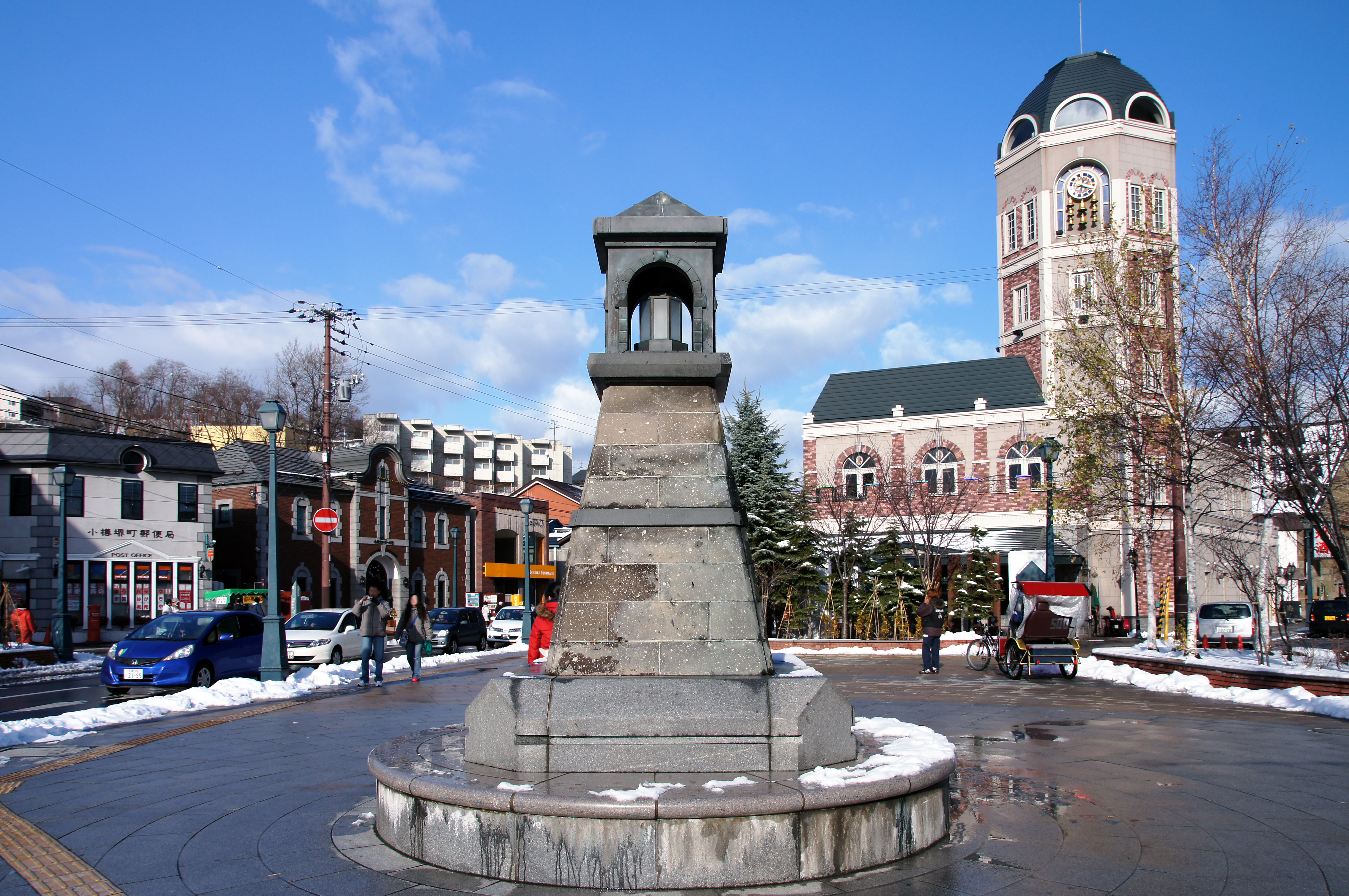
メルヘン交差点中心部の常夜灯

メルヘン交差点（メルヘンこうさてん）は、北海道小樽市入船にある交差点。小樽市内でも有数の観光地である。「メルヘン交差点」は愛称であり、正式名称は堺町交差点という。

## 概要
小樽運河の南端から臨港線（北海道道17号小樽港線）を札幌市方面へ約1キロメートル移動した場所にある五叉路を指す。
交差点前の広場は、連日のように観光客が行き交う賑やかな雰囲気である。付近は小樽市における観光の中心的な存在であり、西洋風の建築物が立ち並び、工芸品店や土産品店、飲食店も多く、広場同様に常に観光客で賑わっている。中でも小樽オルゴール堂やルタオといった観光名所は一層の賑わいを見せている。
この交差点から小樽方向に向かって延びる約750メートルの通りは堺町通りと呼ばれ、大正時代から昭和初期にかけて栄えた商人街である。平成期においては北一硝子に代表されるガラス工芸店や、古い商家などを改造した店舗などが並ぶ買物街となっており、小樽でも有数の賑やかな通りである。

## 名所
常夜灯
明治期に同市信香町（のぶかちょう）の丘の上で人々に親しまれていた常夜灯（木製の灯台）を再現したもので、1997年（平成9年）にこの交差点の整備にあわせて、交差点中心部に設置された。
この地区のランドマークにもなっており、記念写真の撮影場所や休憩場所として親しまれている。日没時にはセンサーにより点灯し、その光景はヨーロッパの街角のような異国情緒漂う雰囲気との声もある。イルミネーションやイベントといった、季節ごとに変化する表情も楽しめる場所である。

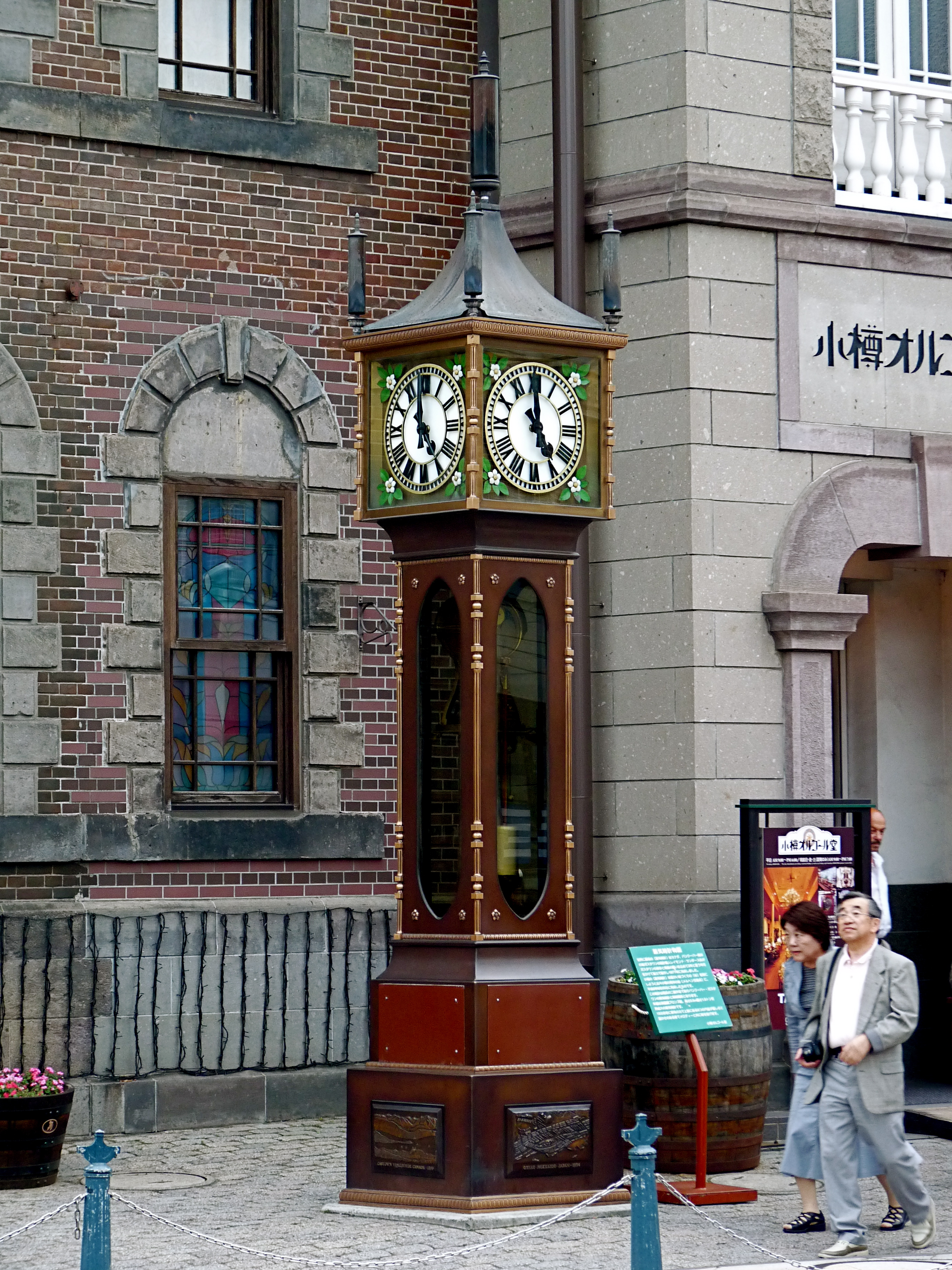
蒸気時計
バンクーバーのギャスタウンのランドマークとして知られる蒸気時計の製作者により製作され、1993年（平成5年）に小樽オルゴール堂前に設置された。「メルヘン交差点」の愛称が命名されたのもこの設置時である。蒸気時計はバンクーバーと小樽にしか存在しない（2012年2月時点）。
15分おきに白煙とともに豪快な汽笛で時刻を知らせており、交差点の名物となっている。小樽の観光写真には必ず掲載されており、小樽の景観のシンボルにもなっている。

## アクセス
- JR南小樽駅から徒歩5分